# Lingèvres
Lingèvres ist eine französische Gemeinde mit 451 Einwohnern (Stand: 1. Januar 2022) im Département Calvados in der Region Normandie. Sie gehört zum Arrondissement Bayeux und zum Kanton Les Monts d’Aunay.

## Geografie
Lingèvres liegt etwa 17 Kilometer westlich von Caen. Umgeben wird die Gemeinde von Juaye-Mondaye im Norden, Bucéels im Osten und Nordosten, Tilly-sur-Seulles im Osten, Hottot-les-Bagues im Süden und Südosten sowie Longraye im Süden und Westen.

## Bevölkerungsentwicklung
| Jahr                             | 1962 | 1968 | 1975 | 1982 | 1990 | 1999 | 2006 | 2013 |
| Einwohner                        | 525  | 535  | 493  | 455  | 464  | 458  | 493  | 483  |
| Quelle: Cassini, EHESS und INSEE |      |      |      |      |      |      |      |      |

## Sehenswürdigkeiten
- Kirche Saint-Martin aus dem 13. Jahrhundert

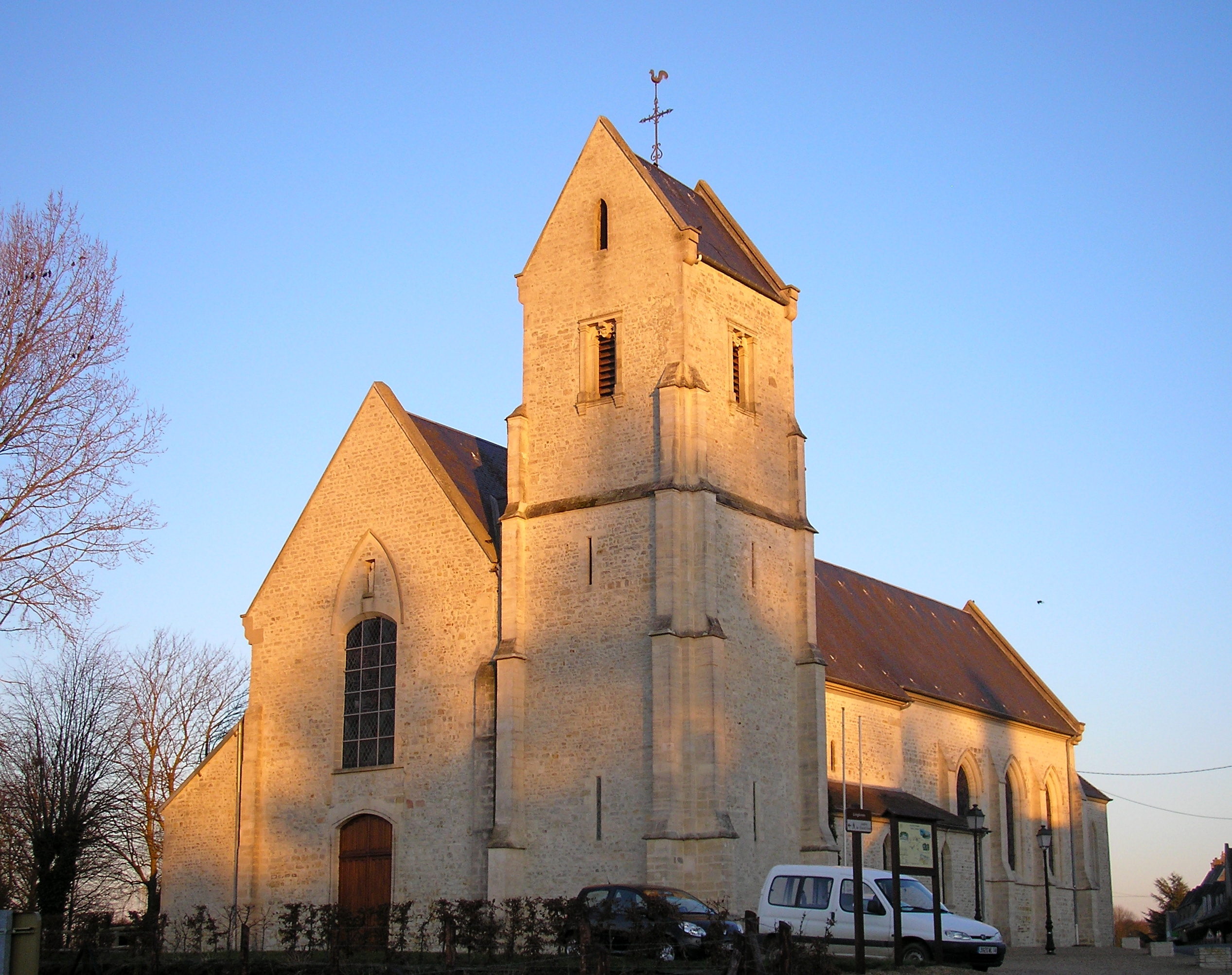
Kirche Saint-Martin